# Paramiana marina
Paramiana marina är en fjärilsart som beskrevs av Smith 1906. Paramiana marina ingår i släktet Paramiana och familjen nattflyn. Inga underarter finns listade i Catalogue of Life.